# Mahamadou Dissa
Mahamadou Dissa (Kayes, 18 maggio 1979) è un ex calciatore maliano, di ruolo attaccante.

## Caratteristiche tecniche
Era una punta centrale.

## Carriera

### Club

#### Inizi
Ha iniziato la propria carriera da calciatore in patria, nelle file del Centre Salif Keita. Nel 2000 si è trasferito in Francia, al Niort, club militante in Division 2. Ha militato nelle file del club biancoblu per due stagioni, totalizzando 51 presenze e 17 reti in campionato. Nel 2002 è passato al Grenoble. Ha militato nel club per una stagione e mezzo, totalizzando 2 reti in 32 presenze. Nel gennaio 2004 è passato al Brest. Ha militato nelle file del club per una stagione e mezza, totalizzando 43 presenze e 7 reti in campionato.

#### Beveren, Roeselare e Ostenda
Nell'estate 2005 si è trasferito in Belgio, al KSK Beveren, club militante nella massima serie belga. Il debutto ufficiale con la nuova maglia è avvenuto il 6 agosto 2005, nell'incontro di campionato KSK Beveren-RWD Molenbeek (0-2). Ha militato nel club gialloblu per due stagioni, totalizzando 63 presenze e 21 reti in campionato. Il 29 giugno 2007 è stato ufficializzato il suo trasferimento al Roeselare. Ha debuttato con il club bianconero l'11 agosto 2007, nell'incontro di campionato Roeselare-Dender (3-1). Ha militato nelle file del club bianconero per quattro stagioni, totalizzando 120 presenze e 39 reti in campionato. Il 25 maggio 2011 è stato annunciato il suo trasferimento all'Ostenda, club militante nella seconda divisione belga. Ha militato nelle file dell'Ostenda per due stagioni, totalizzando 66 presenze e 17 reti in campionato.

#### Ultimi anni
Nell'estate 2013 si è trasferito al Géants Athois. Il 19 luglio 2014 è stato ufficializzato il suo trasferimento all'Izegem. Il 29 agosto 2015 è passato all'Acren, club con cui ha concluso la propria carriera da calciatore nel 2016.

### Nazionale
Ha debuttato in Nazionale maggiore l'8 maggio 1999, in Namibia-Mali (0-0). Ha messo a segno la sua prima rete con la selezione maliana il 23 aprile 2000, in Mali-Libia (3-1), siglando il gol del definitivo 3-1 al minuto 80. Ha partecipato, con la selezione maliana, alla Coppa d'Africa 2002 e alla Coppa d'Africa 2008. È sceso in campo, inoltre, nelle qualificazioni ai Mondiali 2002, 2006 e 2010, oltre che nelle qualificazioni alla Coppa d'Africa 2000 e 2004. Ha totalizzato, con la selezione maliana, 24 presenze e 3 reti.

## Statistiche

### Presenze e reti nei club
| Stagione                  | Squadra                   | Campionato                | Campionato | Campionato | Coppe nazionali | Coppe nazionali | Coppe nazionali | Coppe continentali | Coppe continentali | Coppe continentali | Altre coppe | Altre coppe | Altre coppe | Totale | Totale | Totale |
| Stagione                  | Squadra                   | Comp                      | Pres       | Reti       | Comp            | Pres            | Reti            | Comp               | Pres               | Reti               | Comp        | Pres        | Reti        | Pres   | Reti   |        |
| ------------------------- | ------------------------- | ------------------------- | ---------- | ---------- | --------------- | --------------- | --------------- | ------------------ | ------------------ | ------------------ | ----------- | ----------- | ----------- | ------ | ------ | ------ |
| 1997-1998                 | Centre Salif Keita        | PD                        | ?          | ?          | CM              | ?               | ?               | -                  | -                  | -                  | -           | -           | -           | ?      | ?      |        |
| 1998-1999                 | Centre Salif Keita        | PD                        | ?          | ?          | CM              | ?               | ?               | -                  | -                  | -                  | -           | -           | -           | ?      | ?      |        |
| 1999-2000                 | Centre Salif Keita        | PD                        | ?          | ?          | CM              | ?               | ?               | -                  | -                  | -                  | -           | -           | -           | ?      | ?      |        |
| Totale Centre Salif Keita | Totale Centre Salif Keita | Totale Centre Salif Keita | ?          | ?          |                 | ?               | ?               |                    | -                  | -                  |             | -           | -           | ?      | ?      |        |
| 2000-2001                 | Niort                     | D2                        | 22         | 8          | CF+CDLL         | 0+1             | 0+0             | -                  | -                  | -                  | -           | -           | -           | 23     | 8      |        |
| 2001-2002                 | Niort                     | D2                        | 29         | 9          | CF+CDLL         | 1+1             | 0+0             | -                  | -                  | -                  | -           | -           | -           | 31     | 9      |        |
| Totale Niort              | Totale Niort              | Totale Niort              | 51         | 17         |                 | 3               | 0               |                    | -                  | -                  |             | -           | -           | 54     | 17     |        |
| 2002-2003                 | Grenoble                  | L2                        | 20         | 2          | CF+CDLL         | 1+2             | 0+0             | -                  | -                  | -                  | -           | -           | -           | 23     | 2      |        |
| 2003-gen. 2004            | Grenoble                  | L2                        | 11         | 0          | CF+CDLL         | 0+1             | 0+0             | -                  | -                  | -                  | -           | -           | -           | 12     | 0      |        |
| Totale Grenoble           | Totale Grenoble           | Totale Grenoble           | 31         | 2          |                 | 4               | 0               |                    | -                  | -                  |             | -           | -           | 35     | 2      |        |
| gen.-giu. 2004            | Brest                     | CN                        | 18         | 3          | CF              | 3               | 1               | -                  | -                  | -                  | -           | -           | -           | 21     | 4      |        |
| 2004-2005                 | Brest                     | L2                        | 25         | 4          | CF+CDLL         | 1+2             | 0+1             | -                  | -                  | -                  | -           | -           | -           | 28     | 5      |        |
| Totale Brest              | Totale Brest              | Totale Brest              | 43         | 7          |                 | 6               | 1               |                    | -                  | -                  |             | -           | -           | 49     | 8      |        |
| 2005-2006                 | KSK Beveren               | DI                        | 32         | 10         | CB              | 4               | 0               | -                  | -                  | -                  | -           | -           | -           | 36     | 10     |        |
| 2006-2007                 | KSK Beveren               | DI                        | 31         | 11         | CB              | 1               | 0               | -                  | -                  | -                  | -           | -           | -           | 32     | 11     |        |
| Totale KSK Beveren        | Totale KSK Beveren        | Totale KSK Beveren        | 63         | 21         |                 | 5               | 0               |                    | -                  | -                  |             | -           | -           | 68     | 21     |        |
| 2007-2008                 | Roeselare                 | DI                        | 28         | 14         | CB              | 2               | 2               | -                  | -                  | -                  | -           | -           | -           | 30     | 16     |        |
| 2008-2009                 | Roeselare                 | PL                        | 31         | 4          | CB              | 4               | 1               | -                  | -                  | -                  | -           | -           | -           | 35     | 5      |        |
| 2009-2010                 | Roeselare                 | PL                        | 34         | 10         | CB              | 5               | 3               | -                  | -                  | -                  | -           | -           | -           | 39     | 13     |        |
| 2010-2011                 | Roeselare                 | CPL                       | 34         | 13         | CB              | 1               | 0               | -                  | -                  | -                  | -           | -           | -           | 35     | 13     |        |
| Totale Roeselare          | Totale Roeselare          | Totale Roeselare          | 127        | 41         |                 | 12              | 6               |                    | -                  | -                  |             | -           | -           | 139    | 47     |        |
| 2011-2012                 | Ostenda                   | CPL                       | 38         | 10         | CB              | 1               | 0               | -                  | -                  | -                  | -           | -           | -           | 39     | 10     |        |
| 2012-2013                 | Ostenda                   | CPL                       | 34         | 7          | CB              | 4               | 1               | -                  | -                  | -                  | -           | -           | -           | 38     | 8      |        |
| Totale Ostenda            | Totale Ostenda            | Totale Ostenda            | 72         | 17         |                 | 5               | 1               |                    | -                  | -                  |             | -           | -           | 77     | 18     |        |
| 2013-2014                 | Géants Athois             | DK                        | 31         | 13         | CB              | 1               | 0               | -                  | -                  | -                  | -           | -           | -           | 32     | 13     |        |
| 2014-2015                 | Izegem                    | DK                        | 30         | 2          | CB              | 0               | 0               | -                  | -                  | -                  | -           | -           | -           | 30     | 2      |        |
| 2015-2016                 | Acren                     | DK                        | 15         | 1          | CB              | 1               | 0               | -                  | -                  | -                  | -           | -           | -           | 16     | 1      |        |
| Totale carriera           | Totale carriera           | Totale carriera           | 463+       | 121+       |                 | 37+             | 8+              |                    | -                  | -                  |             | -           | -           | 500+   | 129+   |        |

### Cronologia presenze e reti in nazionale
| Cronologia completa delle presenze e delle reti in nazionale ― Mali | Cronologia completa delle presenze e delle reti in nazionale ― Mali | Cronologia completa delle presenze e delle reti in nazionale ― Mali | Cronologia completa delle presenze e delle reti in nazionale ― Mali | Cronologia completa delle presenze e delle reti in nazionale ― Mali | Cronologia completa delle presenze e delle reti in nazionale ― Mali | Cronologia completa delle presenze e delle reti in nazionale ― Mali | Cronologia completa delle presenze e delle reti in nazionale ― Mali |
| Data                                                                | Città                                                               | In casa                                                             | Risultato                                                           | Ospiti                                                              | Competizione                                                        | Reti                                                                | Note                                                                |
| ------------------------------------------------------------------- | ------------------------------------------------------------------- | ------------------------------------------------------------------- | ------------------------------------------------------------------- | ------------------------------------------------------------------- | ------------------------------------------------------------------- | ------------------------------------------------------------------- | ------------------------------------------------------------------- |
| 8-5-1999                                                            | Windhoek                                                            | Namibia                                                             | 0 – 0                                                               | Mali                                                                | Qual. Coppa d'Africa 2000                                           | -                                                                   |                                                                     |
| 20-6-1999                                                           | Abidjan                                                             | Costa d'Avorio                                                      | 0 – 0                                                               | Mali                                                                | Qual. Coppa d'Africa 2000                                           | -                                                                   |                                                                     |
| 23-4-2000                                                           | Bamako                                                              | Mali                                                                | 3 – 1                                                               | Libia                                                               | Qual. Mondiali 2002                                                 | 1                                                                   |                                                                     |
| 14-10-2001                                                          | Bamako                                                              | Mali                                                                | 2 – 1                                                               | Marocco                                                             | Amichevole                                                          | -                                                                   | 51’                                                                 |
| 5-12-2001                                                           | Sikasso                                                             | Mali                                                                | 0 – 3                                                               | Costa d'Avorio                                                      | Amichevole                                                          | -                                                                   |                                                                     |
| 25-12-2001                                                          | Mopti                                                               | Mali                                                                | 1 – 1                                                               | Ghana                                                               | Amichevole                                                          | -                                                                   |                                                                     |
| 28-12-2001                                                          | Ségou                                                               | Mali                                                                | 2 – 1                                                               | Burkina Faso                                                        | Amichevole                                                          | -                                                                   | 63’                                                                 |
| 10-1-2002                                                           | Kayes                                                               | Mali                                                                | 1 – 1                                                               | Zambia                                                              | Amichevole                                                          | -                                                                   |                                                                     |
| 19-1-2002                                                           | Bamako                                                              | Mali                                                                | 1 – 1                                                               | Liberia                                                             | Coppa d'Africa 2002 - Gironi                                        | -                                                                   | 60’                                                                 |
| 24-1-2002                                                           | Bamako                                                              | Mali                                                                | 0 – 0                                                               | Nigeria                                                             | Coppa d'Africa 2002 - Gironi                                        | -                                                                   | 75’                                                                 |
| 7-2-2002                                                            | Bamako                                                              | Mali                                                                | 0 – 3                                                               | Camerun                                                             | Coppa d'Africa 2002 - Semifinali                                    | -                                                                   | 75’                                                                 |
| 9-2-2002                                                            | Mopti                                                               | Mali                                                                | 0 – 1                                                               | Nigeria                                                             | Coppa d'Africa 2002 - Finale 3º posto                               | -                                                                   | 46’                                                                 |
| 8-9-2002                                                            | Harare                                                              | Zimbabwe                                                            | 1 – 0                                                               | Mali                                                                | Qual. Coppa d'Africa 2004                                           | -                                                                   | 69’                                                                 |
| 12-2-2003                                                           | Toulon                                                              | Mali                                                                | 1 – 0                                                               | Guinea                                                              | Amichevole                                                          | -                                                                   |                                                                     |
| 27-4-2003                                                           | Parigi                                                              | Madagascar                                                          | 0 – 2                                                               | Mali                                                                | Amichevole                                                          | -                                                                   |                                                                     |
| 7-6-2003                                                            | Bamako                                                              | Mali                                                                | 1 – 0                                                               | Eritrea                                                             | Qual. Coppa d'Africa 2004                                           | -                                                                   |                                                                     |
| 28-5-2004                                                           | Bamako                                                              | Mali                                                                | 0 – 0                                                               | Marocco                                                             | Amichevole                                                          | -                                                                   |                                                                     |
| 12-6-2005                                                           | Arles                                                               | Algeria                                                             | 0 – 3                                                               | Mali                                                                | Amichevole                                                          | 2                                                                   | 57’                                                                 |
| 18-6-2005                                                           | Chililabombwe                                                       | Zambia                                                              | 2 – 1                                                               | Mali                                                                | Qual. Mondiali 2006                                                 | -                                                                   | 66’                                                                 |
| 17-11-2007                                                          | Colombes                                                            | Mali                                                                | 2 – 3                                                               | Senegal                                                             | Amichevole                                                          | -                                                                   | 72’                                                                 |
| 20-11-2007                                                          | Rouen                                                               | Algeria                                                             | 3 – 2                                                               | Mali                                                                | Amichevole                                                          | -                                                                   | 64’                                                                 |
| 29-1-2008                                                           | Accra                                                               | Costa d'Avorio                                                      | 3 – 0                                                               | Mali                                                                | Coppa d'Africa 2008 - Gironi                                        | -                                                                   | 59’                                                                 |
| 7-6-2008                                                            | N'Djaména                                                           | Ciad                                                                | 1 – 2                                                               | Mali                                                                | Qual. Mondiali 2010                                                 | -                                                                   | 75’                                                                 |
| 14-6-2008                                                           | Khartoum                                                            | Sudan                                                               | 3 – 2                                                               | Mali                                                                | Qual. Mondiali 2010                                                 | -                                                                   | 58’                                                                 |
| Totale                                                              |                                                                     | Presenze                                                            | 24                                                                  |                                                                     | Reti                                                                | 3                                                                   |                                                                     |

| Cronologia completa delle presenze e delle reti in nazionale ― Mali under 20 | Cronologia completa delle presenze e delle reti in nazionale ― Mali under 20 | Cronologia completa delle presenze e delle reti in nazionale ― Mali under 20 | Cronologia completa delle presenze e delle reti in nazionale ― Mali under 20 | Cronologia completa delle presenze e delle reti in nazionale ― Mali under 20 | Cronologia completa delle presenze e delle reti in nazionale ― Mali under 20 | Cronologia completa delle presenze e delle reti in nazionale ― Mali under 20 | Cronologia completa delle presenze e delle reti in nazionale ― Mali under 20 |
| Data                                                                         | Città                                                                        | In casa                                                                      | Risultato                                                                    | Ospiti                                                                       | Competizione                                                                 | Reti                                                                         | Note                                                                         |
| ---------------------------------------------------------------------------- | ---------------------------------------------------------------------------- | ---------------------------------------------------------------------------- | ---------------------------------------------------------------------------- | ---------------------------------------------------------------------------- | ---------------------------------------------------------------------------- | ---------------------------------------------------------------------------- | ---------------------------------------------------------------------------- |
| 5-4-1999                                                                     | Enugu                                                                        | Uruguay under 20                                                             | 1 – 2                                                                        | Mali under 20                                                                | Mondiali Under-20 1999 - Gironi                                              | 1                                                                            | 54’                                                                          |
| 8-4-1999                                                                     | Enugu                                                                        | Mali under 20                                                                | 2 – 1                                                                        | Portogallo under 20                                                          | Mondiali Under-20 1999 - Gironi                                              | -                                                                            |                                                                              |
| 11-4-1999                                                                    | Enugu                                                                        | Mali under 20                                                                | 2 – 4                                                                        | Corea del Sud under 20                                                       | Mondiali Under-20 1999 - Gironi                                              | 1                                                                            | 46’                                                                          |
| 15-4-1999                                                                    | Enugu                                                                        | Mali under 20                                                                | 5 – 4 dts                                                                    | Camerun under 20                                                             | Mondiali Under-20 1999 - Ottavi di finale                                    | 2                                                                            | 38’                                                                          |
| 18-4-1999                                                                    | Enugu                                                                        | Mali under 20                                                                | 3 – 1                                                                        | Nigeria under 20                                                             | Mondiali Under-20 1999 - Quarti di finale                                    | -                                                                            | 39’                                                                          |
| 21-4-1999                                                                    | Kaduna                                                                       | Mali under 20                                                                | 1 – 3                                                                        | Spagna under 20                                                              | Mondiali Under-20 1999 - Semifinali                                          | 1                                                                            | 34’                                                                          |
| 24-4-1999                                                                    | Lagos                                                                        | Mali under 20                                                                | 1 – 0                                                                        | Uruguay under 20                                                             | Mondiali Under-20 1999 - Finale 3º posto                                     | -                                                                            | 46’                                                                          |
| Totale                                                                       |                                                                              | Presenze                                                                     | 7                                                                            |                                                                              | Reti                                                                         | 5                                                                            |                                                                              |

## Palmarès

### Club
- Tweede klasse: 1

Ostenda: 2012-2013

### Individuale
- Scarpa d'oro del campionato del mondo Under-20: 1

Nigeria 1999 (5 gol)